# 張海鵬 (1931年)
张海鹏（1931年7月—2000年9月5日），安徽枞阳人，中华人民共和国明清史研究专家，徽学研究的奠基人和开拓者，曾任安徽师范大学校长。

## 生平
张海鹏1931年出生于安徽省枞阳县，1954年以地区第一名的成绩考取安徽师范学院（现安徽师范大学）历史学专业。1956年毕业留校任教，历任安徽师范大学历史系主任、安徽师范大学副校长、安徽师范大学校长。2000年9月5日因病去世。

## 社会兼职
安徽省社科联副主席，中国明史学会副会长，中国商业史学会副会长，朱元璋研究会会长，安徽省历史学会会长。

## 著作
- 《明清徽商资料选编》（1985年，黄山书社）
- 《中国十大商帮》（1993年，黄山书社）
- 《徽商研究》（1995年，安徽人民出版社）